# Jonathan Biabiany
Jonathan Ludovic Biabiany (Parijs, 28 april 1988) is een Frans voetballer van Guadeloupse afkomst die doorgaans in de aanval speelt.

## Clubcarrière
Biabiany begon met voetballen bij Blanc Mesnil. In 2004 werd hij gecontracteerd door Internazionale. Hier kwam hij bijna niet aan spelen toe, waarna hij vanaf 2007 aan verschillende clubs werd verhuurde. Sampdoria nam Biabiany in 2011 definitief over, maar verhuurde hem een half jaar later weer aan Parma. Dat legde hem na de huurperiode voor een langere tijd vast. In juni 2014 verlengde Biabiany zijn contract bij Parma tot medio 2018.
Biabiany leek in september 2014 te verhuizen naar AC Milan. Zowel hij als Parma gingen akkoord met Milan over een driejarig contract en op de officiële website van de club stond zijn komst al vermeld, inclusief foto van Biabiany met AC Milan-sjaal. Als onderdeel van de transfer zou Cristian Zaccardo juist van AC Mian naar Parma gaan. Doordat die weigerde, ging de transfer van Biabiany ook niet meer door.
Biabiany liet in april 2015 zijn contract bij het dan net failliet verklaarde Parma ontbinden. Daarmee zag hij af van bijna een jaar aan salaris dat hij nog tegoed had van de club. Hij tekende in juli 2015 vervolgens een contract tot medio 2019 bij Internazionale, de club waar zijn profcarrière in 2006 begon. In augustus 2017 vertrok Biabany op huurbasis naar Sparta Praag en keerde in juni 2018 weer terug naar Internazionale toen zijn huurcontract afliep.
Hij verruilde Internazionale in augustus 2018 voor Parma, om vervolgens in november 2019 naar Trapani te vertrekken.
In augustus 2020 vertrok Biabany transfervrij naar San Fernando, uitkomend in de Primera División RFEF.

## Erelijst
| FIFA Club World Cup | 1x | 2010 |
| Supercoppa Italiana | 1x | 2010 |